# Горна сільська рада (Оренбурзький район)
Го́рна сільська рада (рос. Горный сельский совет) — сільське поселення у складі Оренбурзького району Оренбурзької області Росії.
Адміністративний центр — селище Горний.

## Населення
Населення — 2456 осіб (2019; 2385 в 2010, 2431 у 2002).

## Склад
До складу сільської ради входять:
| Населений пункт | Населення, осіб (2002) | Населення, осіб (2010) |
| --------------- | ---------------------- | ---------------------- |
| Горний, селище  | 1116                   | 1094                   |
| Юний, селище    | 1315                   | 1291                   |